# Volker Sklenar
Volker Sklenar (* 6. November 1944 in Mittweida, Sachsen; † 7. Januar 2025) war ein deutscher Politiker (DBD, CDU). Er war von 1990 bis 1994 Minister für Landwirtschaft und Forsten und anschließend von 1994 bis 2009 Minister für Landwirtschaft, Naturschutz und Umwelt des Freistaats Thüringen.

## Leben und Beruf
Volker Sklenar wuchs auf dem Bauernhof seines Großvaters auf, so dass sein Interesse an der Landwirtschaft bereits früh geweckt wurde. Von 1961 bis 1964 absolvierte er eine landwirtschaftliche Lehre zum „Feldwirt“. Mit diesem Abschluss erlangte er gleichzeitig die Hochschulreife. Im Anschluss daran machte er von 1964 bis 1965 ein Betriebspraktikum (Pferdewirt/Pferdezüchter) im Landgestüt (Hengstdepot) Neustadt (Dosse), Brandenburg (heute: Brandenburgisches Haupt- und Landgestüt Neustadt/Dosse). 1965 nahm er das Studium der Agrarwissenschaft an der Friedrich-Schiller-Universität Jena auf. 1970 schloss er sein Studium als Diplom-Landwirt ab. Es folgte ein Aufbau(-Forschungs-)studium an der Karl-Marx-Universität Leipzig. 1973 promovierte er zum Dr. agr. (agriculturae, Doktor der Agrarwissenschaften).
Nach dem Studienabschluss war Volker Sklenar in verschiedenen landwirtschaftlichen Großbetrieben tätig: von 1972 bis 1985 als Produktionsleiter der LPG (T / Tierproduktion) Großobringen, Landkreis Weimarer Land, von 1985 bis 1989 als Abteilungsleiter für Tierproduktion in der AIV (Agrarindustrievereinigung) Berlstedt (der 1971 errichteten größten Milchviehanlage der DDR), von 1989 bis 1990 als Direktor der Schweinemast Neumark (bei Weimar).

## Politische Karriere
In der DDR war er führendes Mitglied der Blockpartei DBD, der er 1969 beitrat.
Bei den ersten freien Landtagswahlen nach der Wiedervereinigung am 14. Oktober 1990 zog Volker Sklenar mit einem Direktmandat (Wahlkreis Sömmerda I – Gotha III) und absoluter Stimmenmehrheit in den 1. Thüringer Landtag ein. Zugleich wurde er Mitglied im Landesvorstand der CDU. Auch in den drei nachfolgenden Landtagswahlen (16. Oktober 1994, 12. September 1999 und 13. Juni 2004) zog er in seinem Wahlkreis immer wieder über ein Direktmandat in den Thüringer Landtag ein (2004: 49,2 Prozent der Wählerstimmen).
In der ersten frei gewählten Regierung Thüringens (Regierung Josef Duchač 1990 bis 1992) wurde Volker Sklenar Minister für Landwirtschaft und Forsten. Als nach dem Rücktritt Duchačs im Januar 1992 Bernhard Vogel im Februar 1992 zum Ministerpräsidenten gewählt wurde, übernahm dieser Volker Sklenar in sein Kabinett Vogel I.
Vogel ließ Sklenar in seinen nachfolgenden Kabinetten (Kabinett Vogel II und Kabinett Vogel III), das aus dem bisherigen Landwirtschafts- und Umweltministerium neu gebildete Thüringer Ministerium für Umwelt und Landwirtschaft, ab 1999 Ministerium für Landwirtschaft, Naturschutz und Umwelt, leiten. In gleicher Funktion übernahm ihn Ministerpräsident Dieter Althaus in seine Regierung (Kabinett Althaus I und Kabinett Althaus II).
Bei der Landtagswahl 2009 bewarb Sklenar sich nicht mehr um ein Direktmandat. Da die CDU hohe Verluste erlitt und Platz 15 auf der Landesliste nicht zur Wiederwahl ausreichte, schied Sklenar nach vier vollen Wahlperioden aus dem Landtag aus. Da Birgit Diezel in der konstituierenden Sitzung des 5. Thüringer Landtags zur Landtagspräsidentin gewählt wurde, übernahm Sklenar am 29. September 2009 kommissarisch das Amt des stellvertretenden Ministerpräsidenten. Dem neuen Kabinett unter Ministerpräsidentin Christine Lieberknecht gehörte Sklenar dann nicht mehr an. Nach knapp 19 Jahren schied er somit zum 4. November 2009 aus der Regierung aus – als zu diesem Zeitpunkt dienstältester Minister einer deutschen Landesregierung.
Sklenar war bis 31. Dezember 2007 Mitglied im Verwaltungsrat der Landwirtschaftlichen Rentenbank.
Im Mai 2017 verlieh Ministerpräsident Bodo Ramelow ihm den Thüringer Verdienstorden.